# Rott (Baviera)
Rott è un comune tedesco di 1 484 abitanti, situato nel land della Baviera.